# Cryptocarya wrayi
Cryptocarya wrayi är en lagerväxtart som beskrevs av James Sykes Gamble. Cryptocarya wrayi ingår i släktet Cryptocarya och familjen lagerväxter. Inga underarter finns listade i Catalogue of Life.